# Jule Polsz
Jule Polsz (* 19. Dezember 2001 in Gangloff) ist eine deutsche Handballspielerin, die für die HSG Bensheim/Auerbach in der Bundesliga aufläuft. Zudem hat sie ein Zweitspielrecht bei dem 1. FSV Mainz 05, den sogenannten „Meenzer Dynamites“.

## Karriere
Polsz erlernte das Handballspielen beim TV Schifferstadt. Dort wirkte die Linkshänderin in mehreren Mannschaften gleichzeitig mit und lief auch für Jungenmannschaften auf. Im Jahr 2014 wechselte Polsz, die dem Kader der Pfalzauswahl angehörte, zur TSG Friesenheim. Drei Jahre später wechselte sie in die Jugendabteilung des TSV Bayer 04 Leverkusen. Mit der A-Jugend gewann sie 2018 die deutsche Meisterschaft und wurde im Folgejahr deutsche Vizemeisterin. Zusätzlich lief sie in ihrer Jugendzeit für die 2. Damenmannschaft von Bayer Leverkusen in der 3. Liga auf. Im Sommer 2020 unterschrieb die Außenspielerin ihren ersten Bundesligavertrag. Nachdem Polsz in der Saison 2020/21 18 Bundesligaspiele bestritten hatte, schloss sie sich dem Zweitligisten HSV Solingen-Gräfrath an. Im Jahr 2023 stieg sie mit dem HSV Solingen-Gräfrath in die Bundesliga auf. Im März 2024 unterschrieb sie einen ab der Saison 2024/25 laufenden Zweijahresvertrag bei der HSG Bensheim/Auerbach. Seit dem Oktober 2024 läuft sie zusätzlich per Zweitspielrecht für den Zweitligisten 1. FSV Mainz 05 auf.